# Mesrûr Barzanî
Mesrûr Barzanî (Çoman, 2 marzo 1969) è un politico curdo, dal 2019 Primo ministro del Kurdistan iracheno.
È anche cancelliere del Consiglio di sicurezza della Regione del Kurdistan e membro del Partito Democratico del Kurdistan. Ha prestato giuramento come primo ministro del nono esecutivo del Kurdistan iracheno il 10 giugno 2019, dopo aver ricevuto 87 voti su 97 dai parlamentari.

## Biografia
All'età di 16 anni, nel 1985, si unì all'esercito dei Peshmerga. Ha partecipato attivamente alla battaglia di Khwakurk contro l'esercito di Saddam Hussein nel 1988. Ha anche partecipato alle Rivolte in Iraq del 1991 contro Saddam Hussein dopo la prima guerra del Golfo.
Nel maggio 2016, Barzani ha scritto un secondo editoriale sul Washington Post sostenendo una separazione "amichevole" del Kurdistan iracheno dal resto dell'Iraq. Ha definito l'Iraq "un fallimento concettuale, che costringe popoli con poco in comune a condividere un futuro incerto" e ha annunciato l'inizio dei colloqui con il governo iracheno in vista di un referendum.

### Primo ministro del Kurdistan
A seguito di una riunione della leadership del KDP il 3 dicembre 2018, il portavoce del partito Mihemed Mehmûd ha nominato Barzanî per la carica di Primo Ministro della regione. Nel giugno 2019, Mesrûr Barzanî è stato ufficialmente eletto primo ministro della regione del Kurdistan iracheno.